# Il cielo di pietra
Il cielo di pietra (The Stone Sky) è un romanzo di fantascienza di N. K. Jemisin, terzo capitolo della trilogia La Terra spezzata, seguito de La quinta stagione e Il portale degli obelischi. Ha vinto il Premio Hugo per il miglior romanzo (come gli altri due romanzi della serie), il Premio Nebula per il miglior romanzo e il Premio Locus per il miglior romanzo fantasy nel 2018.

## Accoglienza
Il romanzo è stato accolto molto positivamente dalla critica, oltre a vincere il premio Hugo per il miglior romanzo (il terzo consecutivo per l'autrice). Publishers Weekly lo ha definito un romanzo con "personaggi vividi, una trama costruita in modo teso e un mondo immaginario costruito in modo straordinario". Kirkus Reviews ha scritto che "N. K. Jemisin continua a spezzare il cuore con le sue delicate e puntuali descrizioni di una famiglia più che disfunzionale e la forza straordinariamente distruttiva del pregiudizio". Library Journal lo ha chiamato una "potente conclusione di una saga con un mondo pienamente sviluppato, ambientazioni dettagliate e personaggi complessi".

## Edizioni
- N.K. Jemisin, Il cielo di pietra, traduzione di Alba Mantovani, Oscar Fantastica, Milano, Mondadori, 2021,  p. 444, ISBN 9788804713982.